# Hang On in There Baby
«Hang On in There Baby» es una canción compuesta, producida e interpretada por el músico estadounidense Johnny Bristol. Fue publicada en junio de 1974 como el sencillo principal de su álbum de estudio del mismo nombre.

## Composición
Musicalmente, «Hang On in There Baby» ha sido descrita como una canción de proto-disco y soul. Jason Elias, en una reseña de AllMusic del álbum, describió «Hang On in There Baby» como “una obra maestra sensual que prácticamente resume su oficio lírico”. Billboard indicó que “exceptuando la funky voz de tenor en lugar de un bajo profundo y retumbante, este podría ser Barry White y The Love Unlimited Orchestra”, aunque señaló que “nada de esto pretende calificar a Bristol como un imitador”.

## Lista de canciones
Todas las canciones escritas y compuestas por Johnny Bristol.
1. «Hang On in There Baby» – 3:23
2. «Take Care of You for Me» – 3:07

## Certificaciones y ventas
| País                                                     | Certificación | Ventas   |
| -------------------------------------------------------- | ------------- | -------- |
| Reino Unido (BPI)                                        | Plata         | 250 000* |
| *cifras de ventas basadas únicamente en la certificación |               |          |